# Norische Sprache
Das Norische war möglicherweise eine festlandkeltische Sprache. Ihre Existenz wird lediglich aufgrund von Personennamen in zwei Textfragmenten aus dem ehemaligen Gebiet der römischen Provinz Noricum angenommen. Ein Fragment wurde in Grafenstein (Österreich) gefunden, das andere in Ptuj (Slowenien, dt. Pettau).
Das Norische wies vermutlich enge Parallelen zum Gallischen auf. Wann diese Sprache ausstarb, ist nicht bekannt.

## Pettauer Inschrift
Die Pettauer Inschrift, die 1894 entdeckt wurde, ist im altitalischen Alphabet niedergeschrieben.

“ARTEBUDZBROGDUI”

„Artebudz [Sohn des] Brogduos.“

Der Name Artebudz könnte „Bärenpenis“ bedeuten, während Brogduos von brog-, mrog- „Land“ abgeleitet werden könnte. Alternativ könnte die Inschrift auch so interpretiert werden: Artebudz [machte das für] Brogdos, wobei der zweite Name im Dativ stehen würde.

## Grafensteiner Inschrift
Die Grafensteiner Inschrift, auf einer Fliese aus dem 2. Jahrhundert, wurde 1977 in einer Kiesgrube gefunden. Sie ist unvollständig und lässt daher verschiedene Interpretationen zu.

“MOGE · ES[

P· II- LAV · EX[

ṆE · SAḌỊÍES[

OLLO · SO · VILO[

ỌNẠ    C[…]

OLLO · SO · ? [

P LṾGNṾ · SI”

Dabei scheint Moge ein Personenname zu sein, P· II- lav eine lateinische Abkürzung für ein Gewicht, ne sadiíes ein Verb mit der möglichen Bedeutung „nicht festgelegt“, ollo so möglicherweise „dieser Betrag“ und Lugnu ein anderer Personenname. Der Text könnte dementsprechend eine Aufzeichnung über irgendeine finanzielle Transaktion sein.
Es wurden noch andere Lesarten der Inschrift vorgetragen, beispielsweise:

„MOGE · ES+[---]

 PET(?) LAV · EX[---]

 NE · SAMES[---]

 OLLO · SO · VILO ·[---]

 ONA O(?) + ++

 OLLO · SO ·+

 + LVGNI · SI“

und

„MOGV · CISS [---

 PETILAV · IEX[---

 NE · SADIIES[---

 OLLO · SO · VILO ·[---

 ONA DOM...OC[

 OLLO · SO · VIA .[

 ILVGNV.SI[“

## Belege
1. ↑  ethnologue.com Noric
2. 1 2 3  David Stifter, 12. Oktober 2007, Keltisch in Österreich (Powerpoint document) (Memento vom 31. Mai 2011 im Internet Archive) (ZIP; 3,7 MB), (PDF of lecture; 127 kB) (Memento vom 8. Mai 2010 im Internet Archive). Abgerufen am 1. September 2008.
3. ↑  Encyclopédie de l’arbre celtique, Vase de Ptuj. Abgerufen am  1. September 2008.
4. ↑  Il Vocabolario Celtico, p. 87 (Memento vom 8. September 2007 im Internet Archive), p. 89 (Memento vom 17. Februar 2006 im Internet Archive). Abgerufen am  1. September 2009.
5. ↑  A. Falileyev, Dictionary of Continental Celtic Place-Names (Memento vom 19. Dezember 2008 im Internet Archive). Abgerufen am  1. September 2009.
6. ↑  Indogermanistik Wien, University of Vienna, Quellentexte: Ptuj (Memento vom 4. Mai 2007 im Internet Archive). Abgerufen am  1. September 2009.
7. ↑  Indogermanistik Wien, University of Vienna, Quellentexte: Grafenstein (Memento vom 4. Mai 2007 im Internet Archive). Abgerufen am 1. September 2008.
8. ↑  Encyclopédie de l’arbre celtique, Tuile de Grafenstein. Abgerufen am 1. September 2008.